# هنري تالبوت
هنري تالبوت (2 أكتوبر 1863 في المملكة المتحدة - 1911 في ماليزيا) هو لاعب كريكت ماليزي. لعب مع نادي مارليبون للكريكت ‏.